# 约翰·贝内特·芬恩
约翰·贝内特·芬恩（英語：John Bennett Fenn，1917年6月15日—2010年12月10日），美国化学家，蛋白质组学先驱。由于对生物大分子的鉴定和结构分析质谱法方法的研究，与田中耕一、库尔特·维特里希共同获得了2002年诺贝尔化学奖。
芬恩畢業於伯里亚学院高中部與大學部，1940年获得耶鲁大学博士学位。1980年代，他发展了用于质谱法的电喷雾离子化法，可以快速通过质量鉴定蛋白质，推动了蛋白质组学领域的研究。
2010年12月10日，芬恩在弗吉尼亚州去世，享年93岁。